# Комиссаров, Антон Андреевич
Антон Андреевич Комиссаров (18 апреля 1978) — казахстанский хоккеист, нападающий ХК «Казцинк-Торпедо» и сборной Казахстана.

## Биография
А.А. Комиссаров — воспитанник усть-каменогорского хоккея. Родной брат Максима Комиссарова.
В 380 играх в высшей лиге чемпионата России отметился 121 шайбой и 71 передачей. В первой лиге чемпионата России забил 12 шайб и сделал 7 результативных передач.
В чемпионате Казахстана выходил на лед 101 раз, забил 39 шайб и сделал 30 передач.
На чемпионатах мира среди молодежи выступал в 1996 и 1998 году (U20).
За главную сборную выступал в 1999 и 2000 (дивизион В), 2002 и 2003 (1 дивизион мирового хоккея), 2004 и 2005 (топ-дивизион мирового хоккея).

## Достижения
- – 3 место на чемпионате мира по хоккею (дивизион В) – 1999
- – 2 место на чемпионате мира по хоккею (дивизион В) – 2000
- – 3 место на чемпионате мира по хоккею (1 дивизион) – 2002
- – 1 место на чемпионате мира по хоккею (1 дивизион) – 2003
- – чемпион Казахстана – 2004, 2005, 2007, 2011